# Battaglia di Mondovì
La battaglia di Mondovì, detta anche del Bricchetto dal nome del colle in cui si svolse, fu combattuta tra il 20 e il 21 aprile 1796 tra le truppe francesi dell'Armata d'Italia, comandata dal generale Napoleone Bonaparte, e le truppe del Regno di Sardegna.

La sconfitta infranse definitivamente il morale delle truppe sabaude, che di lì a breve chiesero un armistizio al generale corso. Una settimana dopo, le due parti firmeranno l'armistizio di Cherasco, che sancirà la definitiva uscita delle truppe sabaude dalla Prima coalizione.

## Contesto storico
Dopo anni di guerra con alterne fortune per i francesi, l'arrivo del giovane generale Napoleone Bonaparte aveva decisamente stravolto gli equilibri sul fronte italiano: con una brillante serie di manovre e tattiche, il generale corso era riuscito a vincere i suoi nemici consecutivamente, cacciandoli dalla Liguria ed inseguendoli fino al cuore del Regno di Sardegna.

## Antefatti
Avendo precedentemente insistito sulla necessità di una vittoria decisiva sul Piemonte, Napoleone concentrò le proprie forze per sconfiggere definitivamente le forze del Regno di Sardegna, anche al fine di mantenere in possesso francese Nizza e la Savoia.

### San Michele Mondovì
Dopo che l'esercito sabaudo si diede ad una ritirata notturna, temendo di essere accerchiato dalle forze di Sérurier e Augereau a Ceva, si ritirò nei pressi di San Michele Mondovì. La posizione, situata alla confluenza del torrente Corsaglia e del Tanaro, era facilmente difendibile. Infatti, mentre i francesi cercavano di raggiungere il comune di San Michele Mondovì, complice l'utilizzo di alcuni cannoni ben piazzati e della difficoltà di trovare un ponte o un guado, le truppe di Augereau non riuscirono ad attraversare i fiumi e giungere sulla stessa sponda dell'esercito sabaudo. Anche le truppe di Sérurier furono attaccate al passaggio di un ponte e furono respinte, subendo varie perdite.
Con un po' di fortuna, le truppe francesi riuscirono a trovare un ponte incustodito. Attraversato il fiume, attaccarono il paese di San Michele Mondovì che, colpendo il fianco destro della formazione piemontese. L'esercito sabaudo si diede alla ritirata e, nella confusione, Colli-Marchini fu quasi catturato.
I francesi, approfittando della rotta del nemico, si diedero all'immediato saccheggio del paese, nel tentativo di reperire cibo e oggetti preziosi. Un battaglione svizzero di granatieri, al servizio dei piemontesi, notato che i francesi erano troppo occupati a saccheggiare per far caso alla loro presenza, entrò in paese e prese possesso di una sua parte. Sfruttando questo piccolo episodio, Colli-Marchini organizzò un nuovo attacco e riprese il paese per intero, sebbene i francesi riuscirono a mantenere il possesso del ponte.

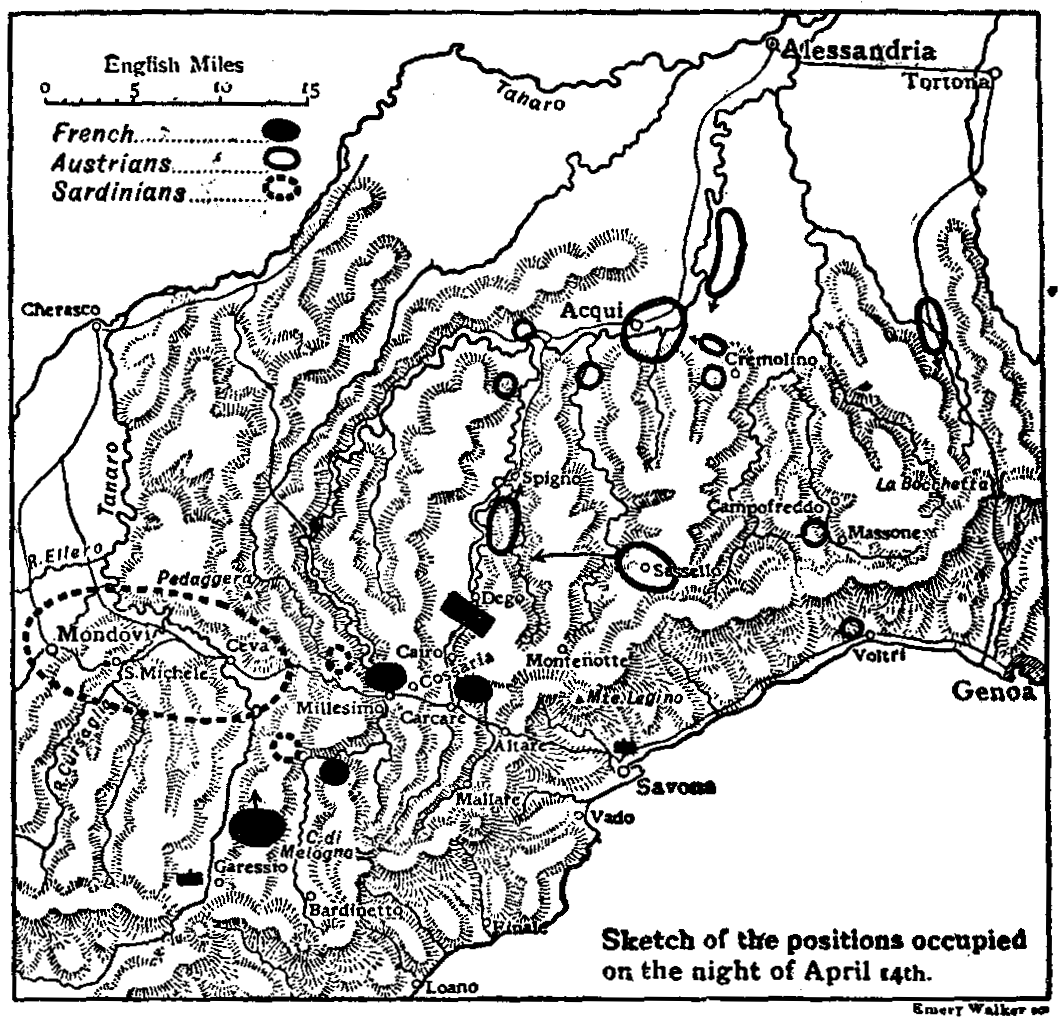
Situazione alla vigilia della battaglia di Mondovì

Mentre Beaulieu era riluttante all'idea di intervenire, i piemontesi si trovavano in una pessima posizione. Così, la notte del 20 aprile, Colli-Marchini decise di effettuare una marcia notturna con l'intenzione di posizionarsi dietro al torrente Ellero, più sicuro del Corsaglia ora che i francesi avevano attraversato il fiume. Nonostante i fuochi dei loro campi abbandonati stessero ancora bruciando, Napoleone, verso mezzanotte, capì le loro intenzioni. Sfruttando un guado recentemente scoperto dai suoi ricognitori, si diede all'inseguimento.

## La battaglia
Il mattino seguente, Sérurier scese dalle alture del Buon Gesù e attaccò la retroguardia piemontese. Il suo esercito era diviso in tre colonne, con lui stesso a comando di quella centrale a guidare la carica, con la divisione di Massena alle loro spalle. I piemontesi vennero respinti sino a Vicoforte.
Le truppe sabaude, disorganizzate e sorprese dall'inaspettato assalto francese, non riuscirono a montare un'adeguata resistenza e presto dovettero abbandonare anche il paesino di Vicoforte. Riuscirono a far meglio i reparti a La Bicocca, che riuscirono a resistere fino alla morte del proprio generale, Jean-Gaspard Dichat de Toisigne. Si diedero poi alla rotta come gli altri. Particolare merito va dato ai Dragoni del Re (oggi Genova Cavalleria), guidati dal generale Chaffardon: incaricati di coprire la ritirata, lui e 125 uomini si lanciarono contro i dragoni francesi di Stengel, tra cui anche il futuro maresciallo Murat, riuscendo non solo a respingerli, ma anche a uccidere il loro generale. Per tale atto di valore, il reparto venne più tardi decorato con due medaglie d'oro al valore, unico caso nella storia dell'esercito italiano.
Il governatore di Mondovì riuscì a trattenere i francesi con la scusa di negoziati fino alla sera, quando, dopo che il villaggio fu sottoposto ad un bombardamento, si arrese.

## Conseguenze
L'esercito sabaudo, dopo la sconfitta a Mondovì, chiese ai francesi un armistizio il 23 aprile, dopo che Napoleone iniziò la propria avanzata verso Torino. Intendendo prima assicurarsi che gli austriaci non potessero più intervenire in favore dei piemontesi, occupò le città di Alba e Cherasco, per poi accettare la proposta di Colli-Marchini. In quest'ultima venne firmato l'armistizio, che pose fine all'intervento piemontese nella prima coalizione.
Il trattato di pace di Parigi (15 maggio 1796) sancì il passaggio di Nizza e della Savoia dal Regno di Sardegna alla Francia.